# 平安里站
平安里站是一个位于中国北京市西城区新街口街道与什刹海街道交界新街口南大街、西四北大街、平安里西大街、地安门西大街交叉口，是北京地铁4号线、6号线和19号线的地铁换乘站。车站名取自于当地的地名“平安里”。4号线车站于2009年9月28日随着4号线正式开通投入运营，6号线车站于2012年12月30日随着6号线一期正式开通而投入运营，19号线车站于2022年7月30日开通运营，该站由此成为北京地铁系统中第八个三线换乘站。

## 位置及名称
平安里车站位于新街口南大街－西单北大街与平安里西大街－地安门西大街（平安大街）交叉路口处。4号线车站位于路口北侧，沿新街口南大街呈南北向布置；6号线车站位于路口西侧，沿平安里西大街呈东西向布置。
“平安里”这一地名的历史较短，所在地原本是明代太平仓后方的无名夹道，太平仓于清朝废弃，改为承泽亲王府（庄王府），1900年在义和团运动中被焚毁。中华民国成立后，军阀李纯从末代庄亲王溥緒手中以20万银元买走这座破败的王府，建筑构件被运到天津，重建为李纯祠堂，原庄王府所在地重新建房，门前无名夹道改称平安里，此后1938年《最新北平全图》已记载“平安里”这一街名，附近的街区也被泛称为平安里。
该站建设完成后引入了称作“旧城织补”的城市设计手段，重新恢复地铁车站建设拆迁前原有风貌，最大限度地按“历史复现”的设计原则，减弱拆迁对旧城风貌造成的影响，与旧城原有城市风貌相协调。

## 车站设计

### 车站楼层
平安里站4号线与6号线两线均为地下车站，岛式站台设计。6号线在本站东侧下穿4号线，而19号线在本站西侧上跨6号线。
| 地面                        | 出入口                            | A—H、J—L出入口                   |
| 地下一层 4、6、19号线站厅层 | 站厅                              | 客务中心、自动售票机、进出站闸机 |
| 地下二层 4号线站台层        |                                   | █ 4号线往安河桥北（新街口）      |
| 地下二层 4号线站台层        | 岛式站台，左側開门                |                                  |
| 地下二层 4号线站台层        | █ 4号线往天宫院（大兴线）（西四） |                                  |
| 地下二层 19号线站台层       |                                   | █ 19号线往牡丹园（积水潭）       |
| 地下二层 19号线站台层       | 岛式站台，左側開门                |                                  |
| 地下二层 19号线站台层       | █ 19号线往新宫（太平桥）          |                                  |
| 地下三层 6号线站台层        |                                   | █ 6号线往金安桥（车公庄）        |
| 地下三层 6号线站台层        | 岛式站台，左側開门                |                                  |
| 地下三层 6号线站台层        | █ 6号线往潞城（北海北）           |                                  |

### 站厅及换乘
平安里站4号线站厅位于新街口南大街平安里路口北侧地下，6号线站厅位于平安里西大街路口西侧地下，19号线站厅位于赵登禹路与平安里西大街路口北侧地下。4号线与6号线通过站厅层双向换乘通道换乘，换乘通道由6号线站厅东部引出连接4号线站厅中部，19号线与6号线则通过6号线站厅西南侧与19号线站厅东南侧间的双向通道换乘。站内有一卡通充值、退卡点。此外，两线站厅均设有自動櫃員機。
6号线站厅的付费区于2022年改移部分范围，以便换乘19号线。

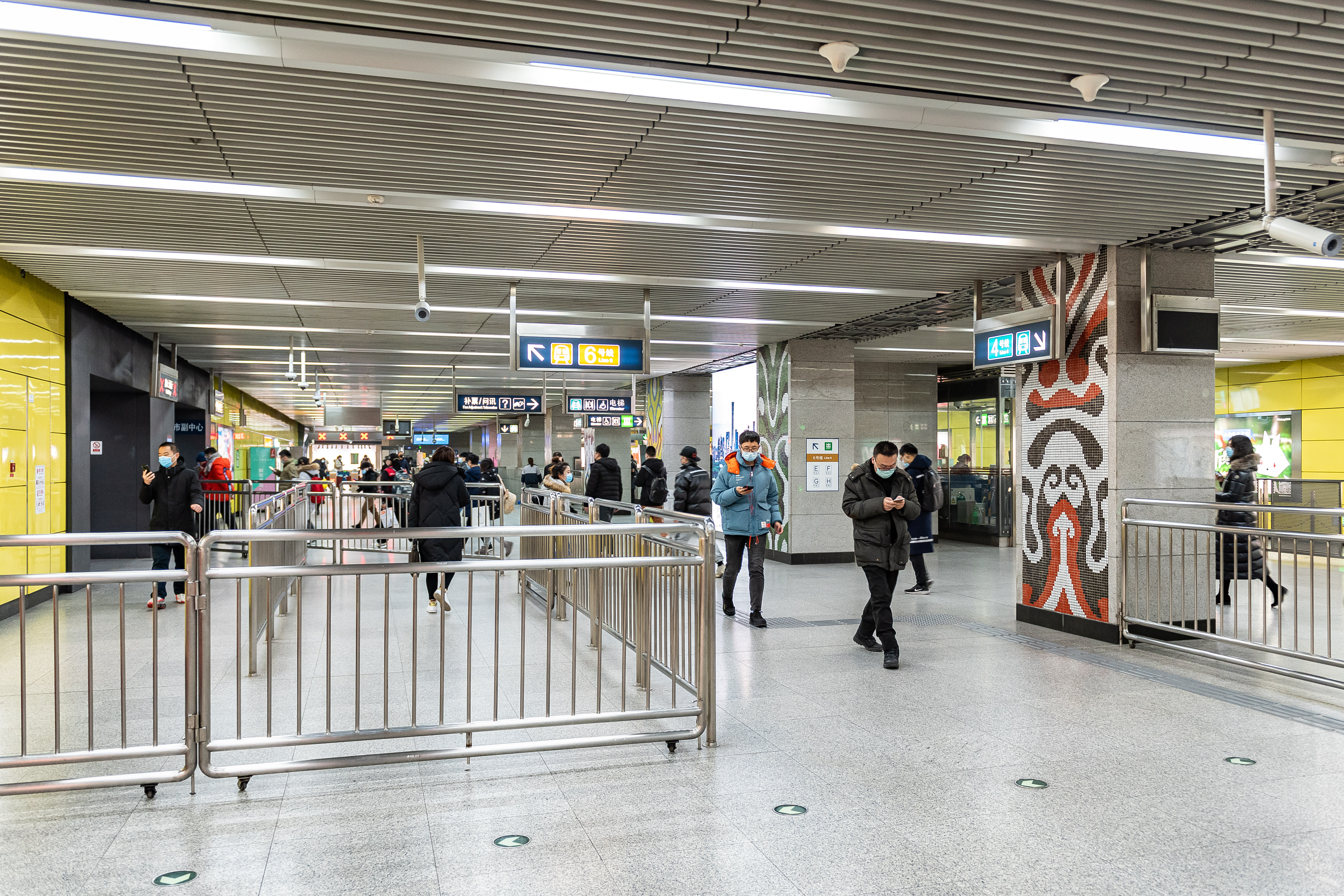
4号线站厅，有连接6号线车站通道出入口（2021年1月摄）
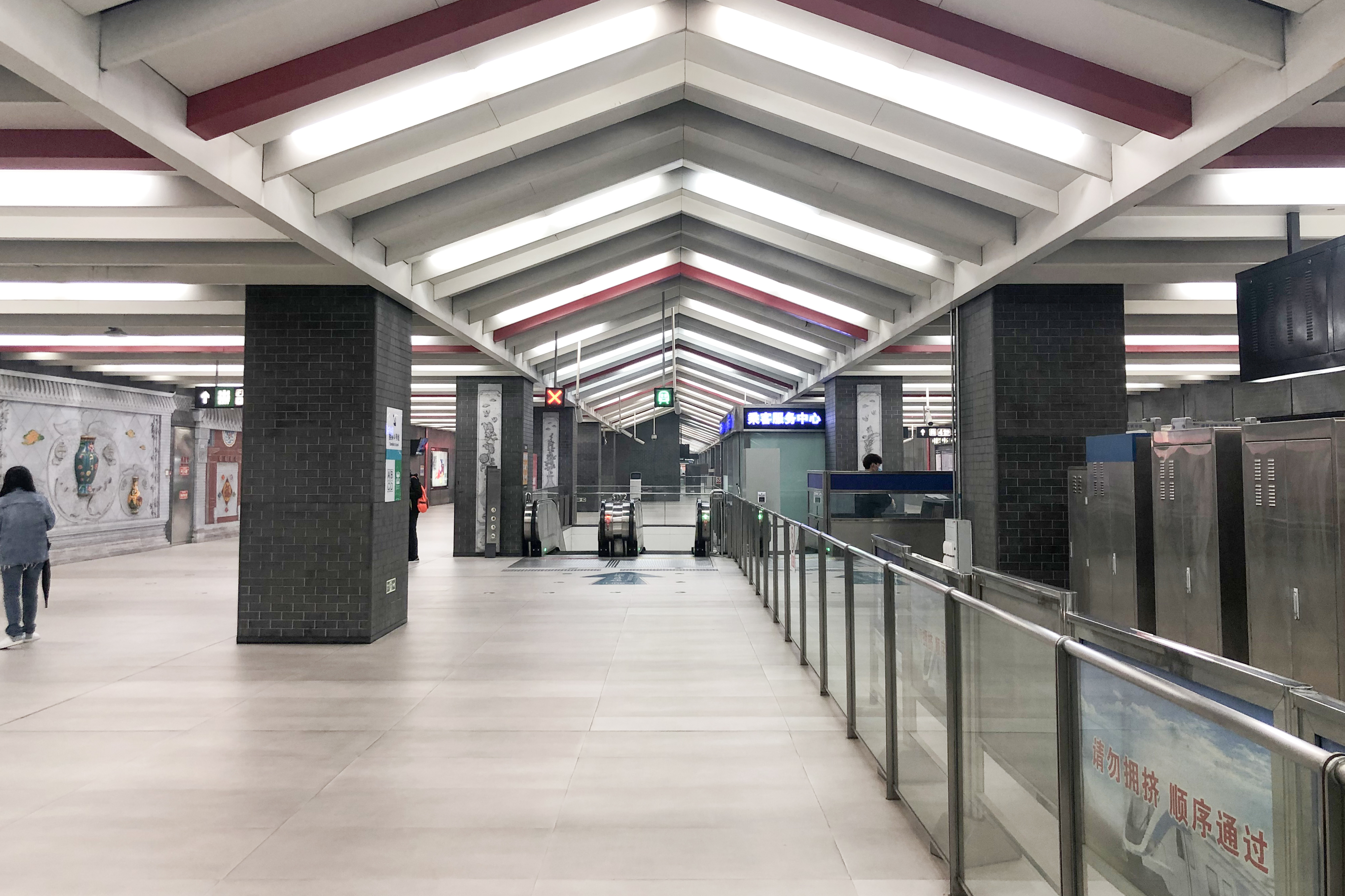
6号线站厅，该站厅付费区曾被中部的非付费区分隔（2021年3月摄）
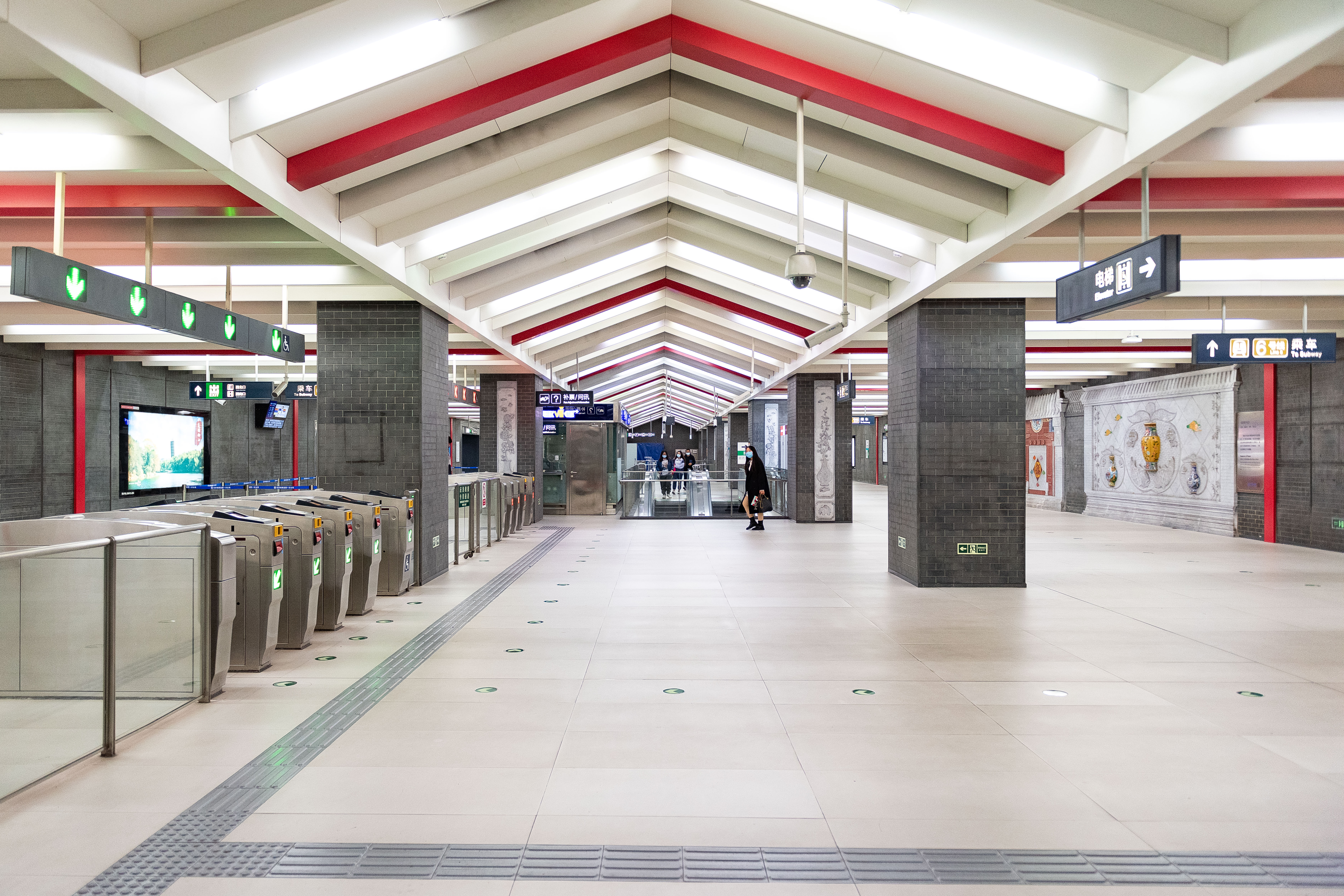
6号线站厅西望（2021年10月摄）
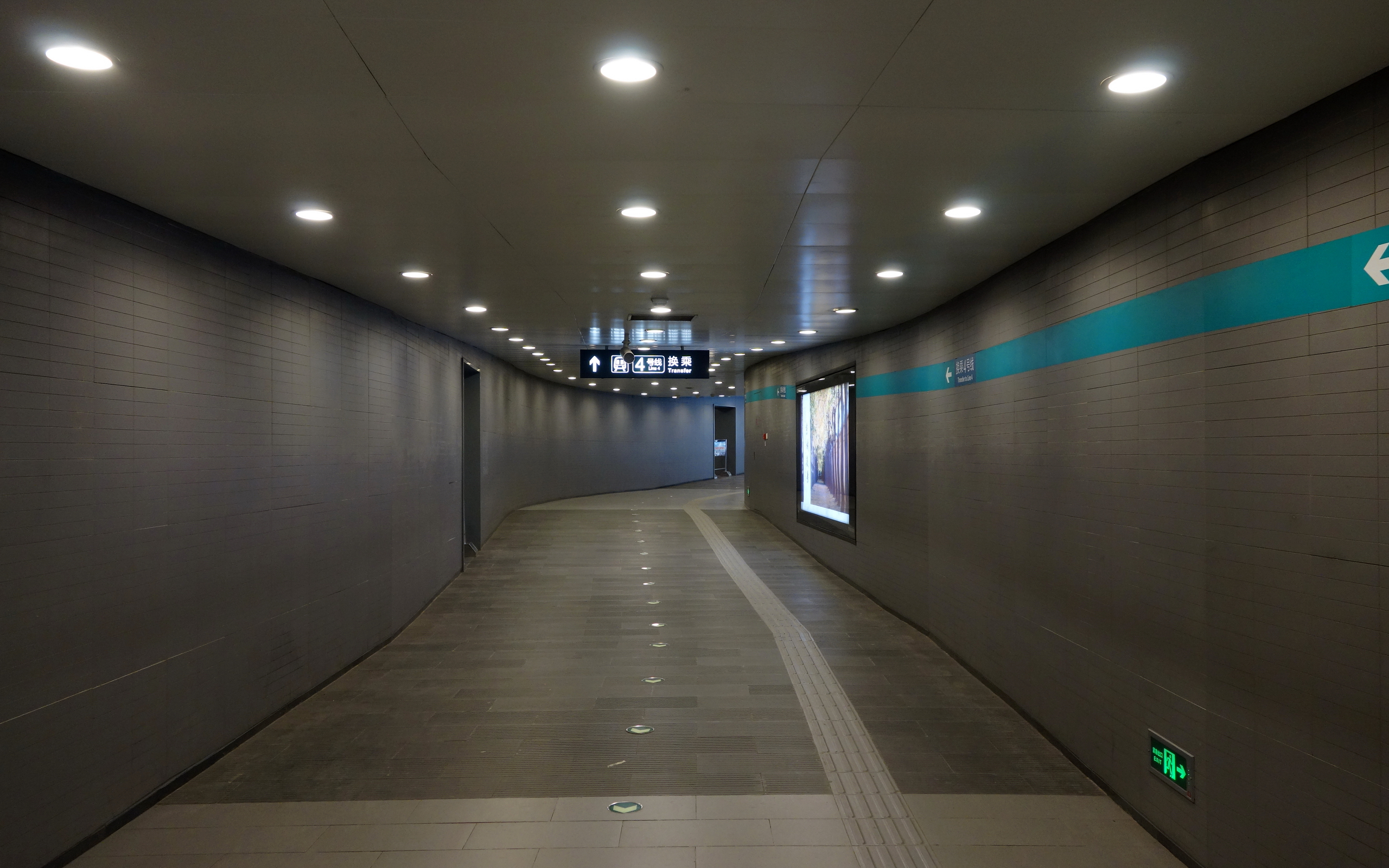
6号线站厅通往4号线站厅的换乘通道（2013年11月摄）
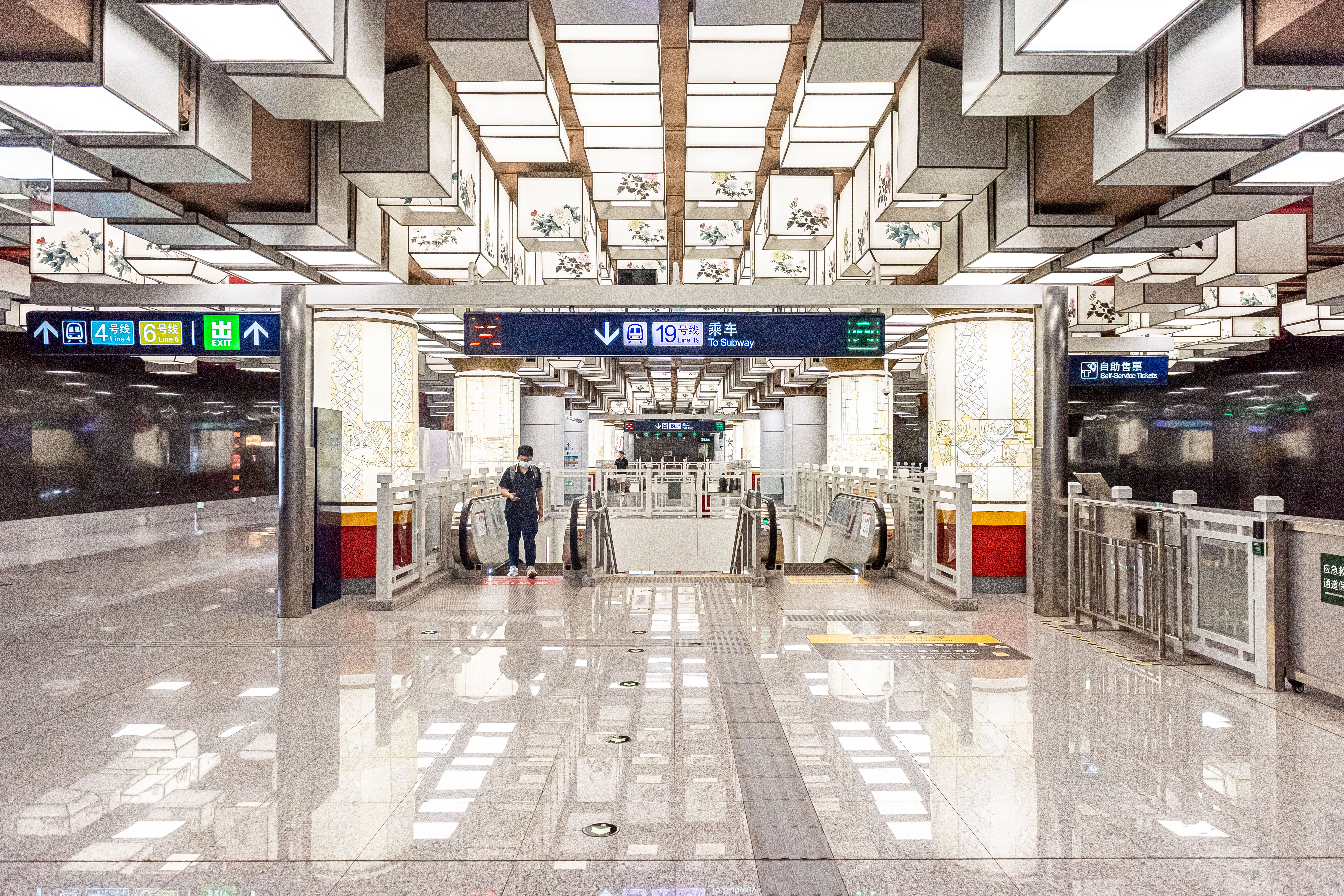
19号线站厅（2022年7月摄）
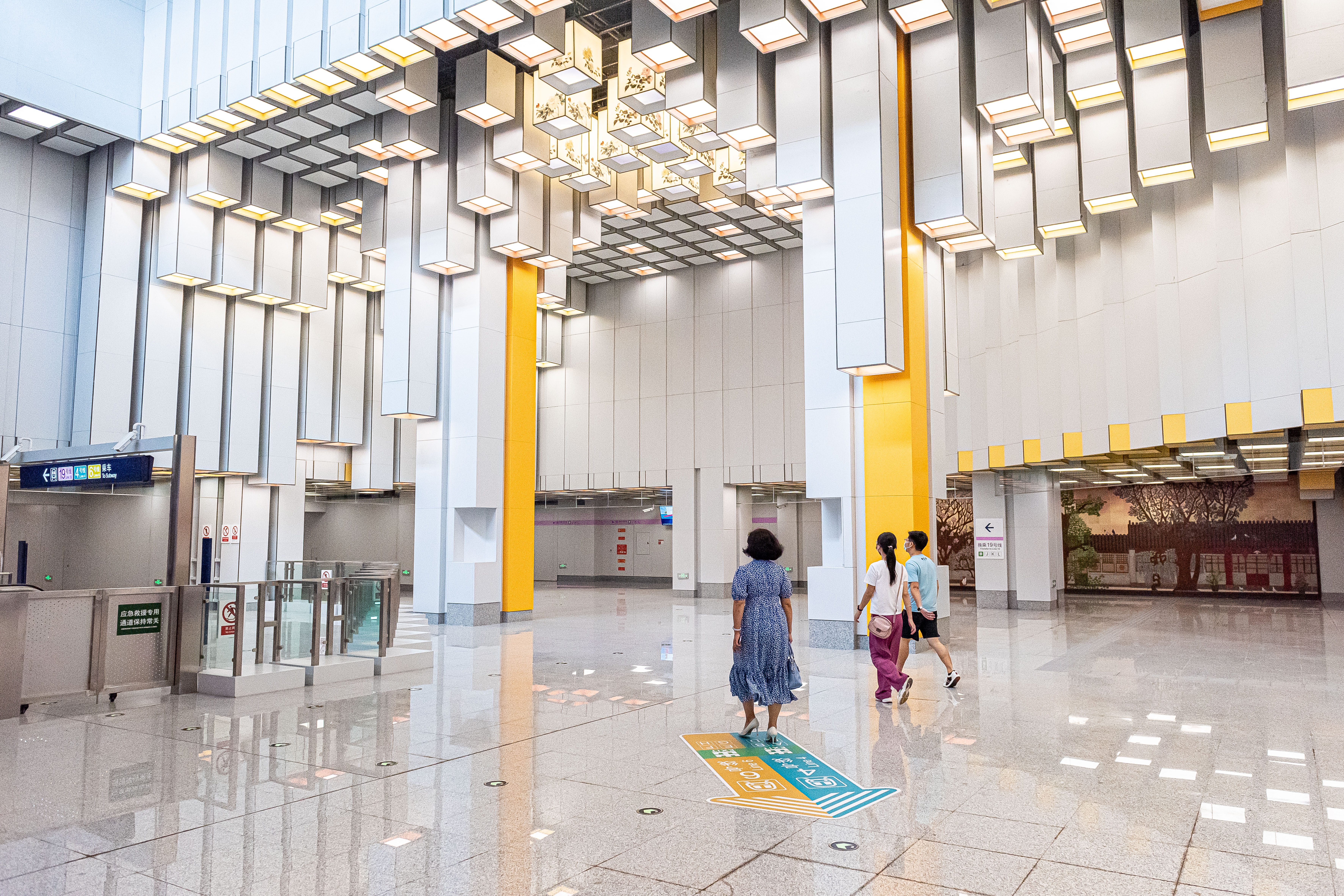
19号线站厅东南侧的换乘厅（2022年7月摄）

### 站台
平安里站4号线站台位于新街口南大街地底，属于岛式站台，站台长度120米，通过两组楼梯、自动扶梯及一台直梯与站厅相连。6号线站台亦是岛式站台，位于平安里西大街地底，站台长度160米，通过四组扶梯及一台直梯与站厅相连。6号线月台西端设有一条渡线。

### 车站装饰
4号线车站装饰采用方形立柱的两面用马赛克小砖块拼贴成抽象的京剧脸谱图案。
6号线车站装饰选用老北京传统的青砖、檩条、砖雕等元素，并设置有公共艺术作品《四季平安》、《事事平安》和《玉堂富贵》。
19号线车站天花板点缀有仿明代元宵花灯，站厅立柱则采用可旋转的“走马灯”灯柱。

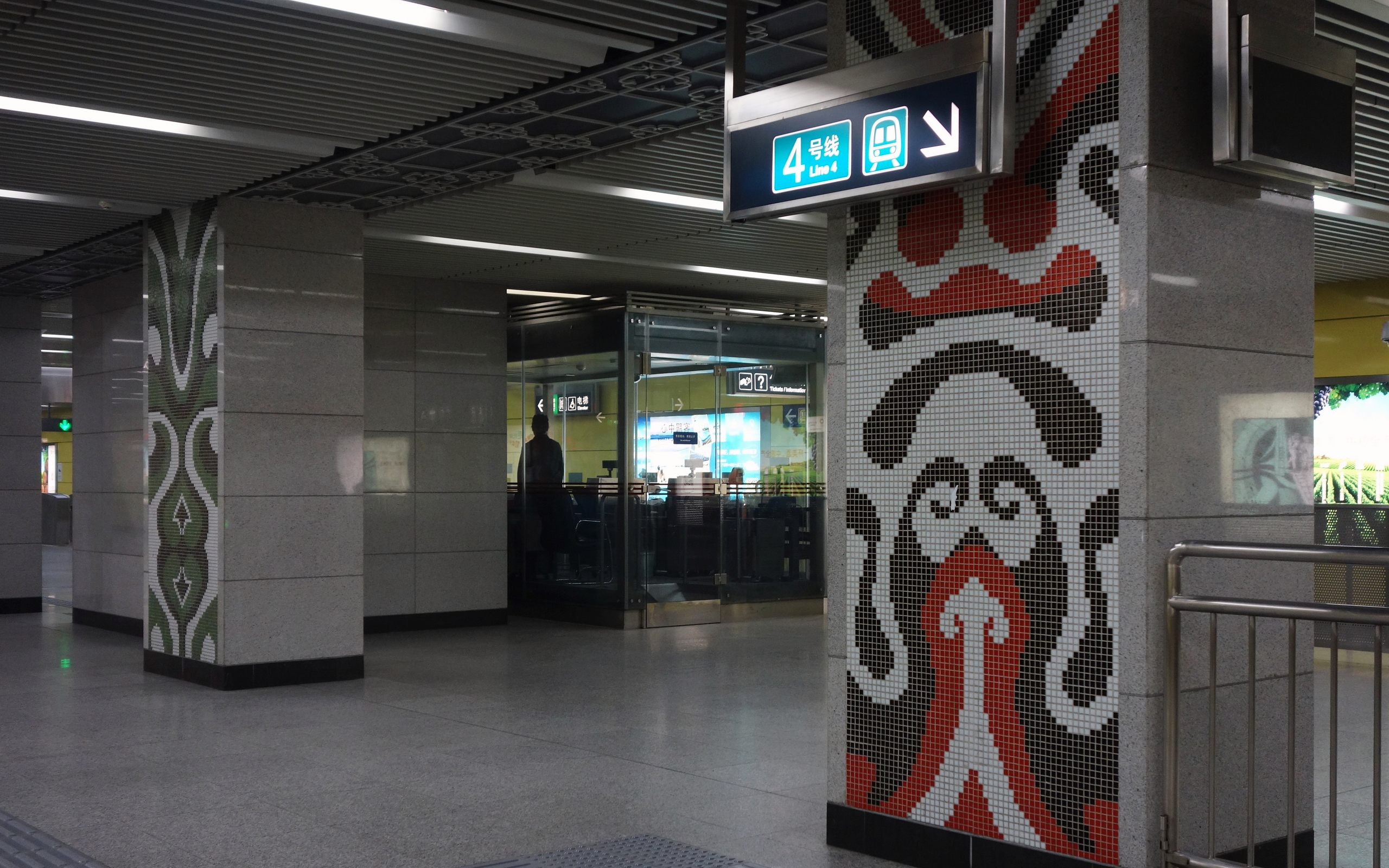
4号线车站方形立柱的两面用马赛克小砖块拼贴成抽象的京剧脸谱图案
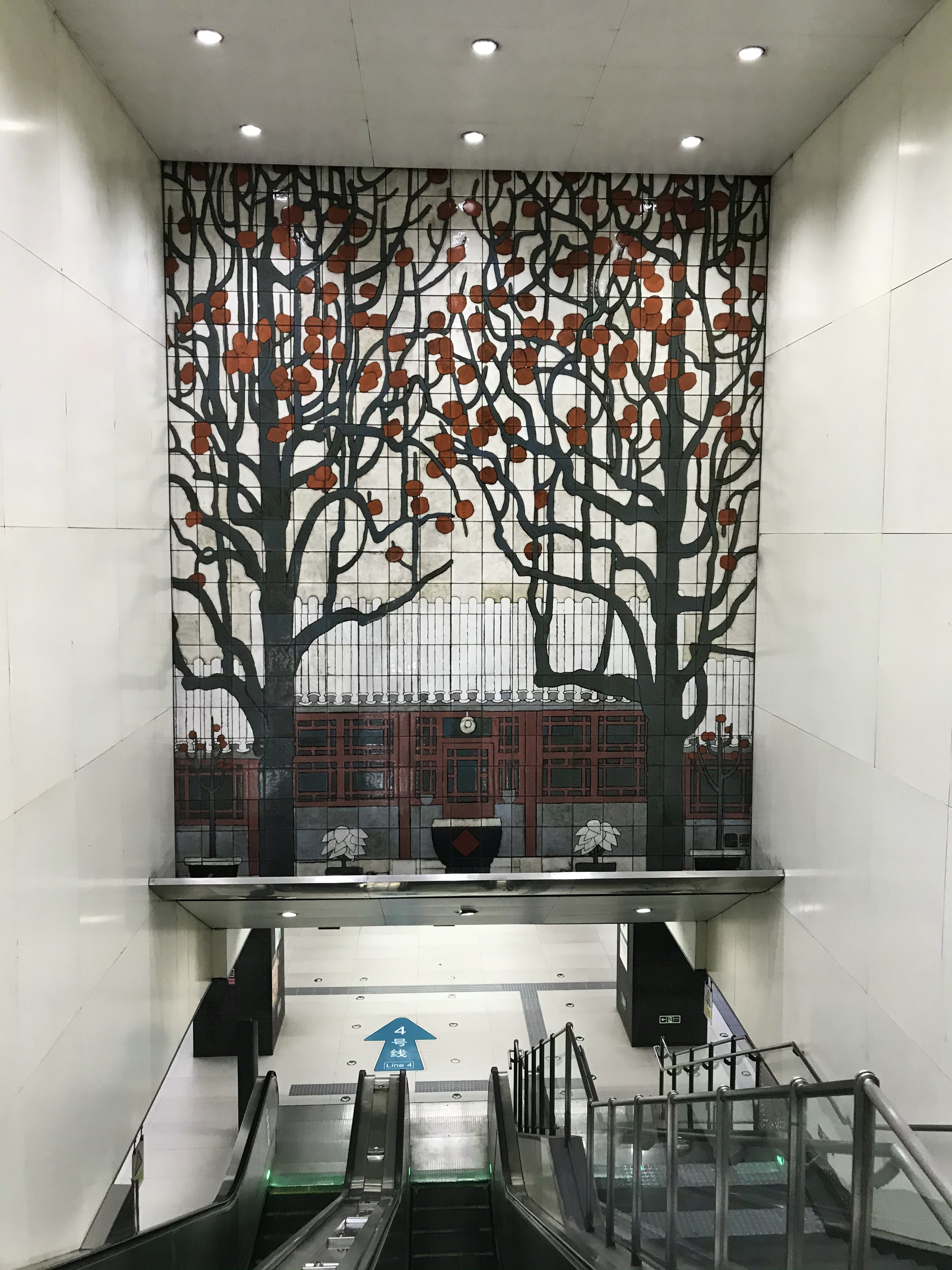
6号线站厅到站台扶梯段端墙上的彩釉工艺壁画《事事平安》

### 出入口
平安里站共有11个出入口，其中4号线的4个出入口位于新街口南大街与平安大街交叉口的北侧，6号线的4个出入口位于平安里西大街与新街口南大街交叉口的西侧，19号线的3个出入口位于赵登禹路与平安大街交叉口北侧。
|                       |                                |                                                                        |      |            |
|                       |                                |                                                                        |      |            |
|                       |                                |                                                                        |      |            |
| 编号                  | 指示                           | 建议前往的目的地                                                       | 照片 | 无障碍设施 |
| 连通 4号线站厅        |                                |                                                                        |      |            |
| 出口 · A              | 新街口南大街（西侧）           | 平安医院                                                               |      | 不適用     |
| 出口 · B · 升降机标志 | 新街口南大街（东侧）           | 护国寺、护国寺街、人民剧场、溥杰故居、梅兰芳纪念馆、西城区什刹海街道办 |      |            |
| 出口 · C              | 地安门西大街（北侧）           | 全国人大会议中心、北京大学第一医院第二住院部、北京市第四中学           |      | 不適用     |
| 出口 · D              | 平安里西大街（北侧）           | 西城区教育研修学院                                                     |      | 不適用     |
| 连通 6号线站厅        |                                |                                                                        |      |            |
| 出口 · E              | 赵登禹路、平安里西大街（北侧） | 东冠英胡同、金果胡同、育幼胡同、平安医院                               |      | 不適用     |
| 出口 · F · 升降机标志 | 平安里西大街（北侧）           | 新街口南大街（西侧）、育德胡同、宝产胡同                               |      |            |
| 出口 · G              | 平安里西大街（南侧）           | 太平仓胡同                                                             |      | 不適用     |
| 出口 · H              | 平安里西大街（南侧）           | 赵登禹路、北京大学第一医院、北京四中、黄城根小学                       |      | 不適用     |
| 连通 19号线站厅       |                                |                                                                        |      |            |
| 出口 · J              | 赵登禹路（西侧）               | 平安医院                                                               |      | 不適用     |
| 出口 · K              | 赵登禹路（东侧）               | 宝产胡同                                                               |      | 不適用     |
| 出口 · L · 升降机标志 | 平安里西大街（北侧）           | 赵登禹路（东侧）                                                       |      |            |
| 註： 設有             |                                |                                                                        |      |            |

## 历史
2003年，平安里站的站位随4号线西城段其余7座车站一同确定。由于拆迁征地等原因，本站直到2006年才正式开工。
4号线于2009年9月28日开通运营，6号线则于2012年12月30日开通运营，19号线平安里站于2022年7月30日开通运营。
2024年12月21日，本站J口曾临时封闭，2025年6月29日首班车起恢复使用。